# Hyacinthoides aristidis
Hyacinthoides aristidis är en sparrisväxtart som först beskrevs av Ernest Saint-Charles Cosson, och fick sitt nu gällande namn av Werner Hugo Paul Rothmaler. Hyacinthoides aristidis ingår i släktet klockhyacinter, och familjen sparrisväxter. Inga underarter finns listade i Catalogue of Life.